# مارك فيلت: الرجل الذي أسقط البيت الأبيض
مارك فيلت: الرجل الذي أسقط البيت الأبيض هو فيلم من نوع إثارة أُصدر في 2017. الفيلم من توزيع يونيفرسال بيكشرز، وهو من إخراج وسيناريو بيتر لاندسمان ‏.

## القصة
تقع أحداث الفيلم في واشنطن العاصمة. يبدأ الفيلم في 11 أبريل 1972. يسأل مستشارو نيكسون في البيت الأبيض مارك فيلت كيف يطلب من إدغار هوفر التنحي عن منصبه كمدير لمكتب التحقيقات الفيدرالي. وبعد بضعة أيام، يموت هوفر. أصبح بات غراي مديرًا بالإنابة لمكتب التحقيقات الفيدرالي. في يونيو 1972 قام العديد من عملاء وكالة المخابرات المركزية الأمريكية ومكتب التحقيقات الفيدرالي السابقين بالسطو على فندق ووترغيت لاختراق مقر اللجنة الوطنية الديمقراطية. أعضاء منظمة Weather Underground يقصفون البنتاغون. أعلن المدعي العام ريتشارد كليندينست أن التحقيق في فضيحة ووترغيت قد انتهى دون تورط البيت الأبيض أو لجنة إعادة انتخاب نيكسون.
تخرج جلسات الاستماع لتأكيد تعيين بات جراي في مجلس الشيوخ عن مسارها عندما يتبين أنه كان يرسل ملفات تحقيق مكتب التحقيقات الفيدرالي إلى البيت الأبيض. تدور قصة جانبية للفيلم حول تعقب مارك فيلت وتحديد مكان ابنته الهبي الهاربة في إحدى البلديات.

## طاقم التمثيل
- مايكا مونرو
- ويندي ماكليندون كوفي
- برايان جيمس
- مايكل ك. هول، بدور جون دين
- توني غولدوين
- كايت والش
- دايان لاين
- كولم مياني
- مارتون كسوكاس، بدور إل. باتريك غراي
- نوح وايلي
- بروس جرينود
- توم سيزمور، بدور William C. Sullivan [الإنجليزية]‏
- إيدي مارسان
- جوش لوكاس
- ليام نيسون، بدور بطل الرواية
- آيك بارينهولتز، بدور Angelo Lano [الإنجليزية]‏
- جوليان موريس، بدور بوب ودورد

## الإنتاج
موسيقى الفيلم التصويرية كانت من تأليف دانيال بيمبرتون.

## وصلات خارجية
- مارك فيلت: الرجل الذي أسقط البيت الأبيض على موقع IMDb (الإنجليزية)
- مارك فيلت: الرجل الذي أسقط البيت الأبيض على موقع ميتاكريتيك (الإنجليزية)
- مارك فيلت: الرجل الذي أسقط البيت الأبيض على موقع روتن توميتوز (الإنجليزية)
- مارك فيلت: الرجل الذي أسقط البيت الأبيض على موقع ألو سيني (الفرنسية)
- مارك فيلت: الرجل الذي أسقط البيت الأبيض على موقع Turner Classic Movies (الإنجليزية)
- مارك فيلت: الرجل الذي أسقط البيت الأبيض على موقع أول موفي (الإنجليزية)
- مارك فيلت: الرجل الذي أسقط البيت الأبيض على موقع بوكس أوفيس موجو (الإنجليزية)
- مارك فيلت: الرجل الذي أسقط البيت الأبيض على موقع فيلمافينيتي (الإسبانية)
- مارك فيلت: الرجل الذي أسقط البيت الأبيض على موقع قاعدة بيانات الفيلم (الإنجليزية)
- مارك فيلت: الرجل الذي أسقط البيت الأبيض على موقع ليتربوكسد (الإنجليزية)